# Coombes (Ort)
Coombes ist ein Flecken und ein Civil Parish im Adur District in West Sussex, England. Es liegt ca. fünf Kilometer nördlich der Stadt Shoreham-by-Sea am Fluss Adur. 
Die Wurzeln des Fleckens gehen zurück ins 11. Jahrhundert. Zu dieser Zeit wurde die örtliche Kirche errichtet, die einige der bedeutendsten Fresken Englands beherbergt. Darüber hinaus hat die Kirche eine der ältesten single bells (deut.: Einzelglocke) in Sussex. Diese stammt schätzungsweise aus dem Jahre 1150, wurde vermutlich in der Normandie gegossen und wiegt ca. 35 Kilogramm.